# Purificación de estados cuánticos
En mecánica cuántica, especialmente en el campo de la información cuántica, la purificación se refiere al hecho que cada estado mixto actuando en un espacio de Hilbert de dimensión finita puede ser visto como el estado reducido de algún estado puro. 
En términos puramente algebraicos,  esto puede ser considerado como una proposición de las matrices semidefinidas positivas .

## Proposición
Sea {\displaystyle \rho } una matriz densidad que actúa en un espacio de Hilbert {\displaystyle H_{A}} de dimensión finita {\displaystyle n}. Entonces existe un espacio de Hilbert {\displaystyle H_{B}} espacio y un estado puro {\displaystyle |\psi \rangle \in H_{A}\otimes H_{B}} tal que la traza parcial de {\displaystyle |\psi \rangle \langle \psi |} con respecto a {\displaystyle H_{B}} es 
{\displaystyle \operatorname {tr_{B}} \left(|\psi \rangle \langle \psi |\right)=\rho .}
Se dice que {\displaystyle |\psi \rangle } es la purificación de {\displaystyle \rho }.

### Demostración
Una matriz densidad es por definición semidefinida positiva. Así que {\displaystyle \rho } puede ser diagonalizada y escrita como {\displaystyle \rho =\sum _{i=1}^{n}p_{i}|i\rangle \langle i|} en alguna base {\displaystyle \{|i\rangle \}}. Sea {\displaystyle H_{B}} otra copia del espacio de Hilbert {\displaystyle n}-dimensional con una base ortonormal {\displaystyle \{|i'\rangle \}}. Se define {\displaystyle |\psi \rangle \in H_{A}\otimes H_{B}} por
{\displaystyle |\psi \rangle =\sum _{i}{\sqrt {p_{i}}}|i\rangle \otimes |i'\rangle .}
Un cálculo directo da
{\displaystyle \operatorname {tr_{B}} \left(|\psi \rangle \langle \psi |\right)=\operatorname {tr_{B}} \left[\left(\sum _{i}{\sqrt {p_{i}}}|i\rangle \otimes |i'\rangle \right)\left(\sum _{j}{\sqrt {p_{j}}}\langle j|\otimes \langle j'|\right)\right]}
{\displaystyle =\operatorname {tr_{B}} \left(\sum _{i,j}{\sqrt {p_{i}p_{j}}}|i\rangle \langle j|\otimes |i'\rangle \langle j'|\right)=\sum _{i,j}\delta _{ij}{\sqrt {p_{i}p_{j}}}|i\rangle \langle j|=\rho .}
Esto prueba la proposición.